# 横断線
幾何学における、横断線（おうだんせん、英: transversal）は、同一平面上の2つの直線と異なる点で交わる直線である。截線、断線、分截線、横截線、切断線とも訳される。横断線は、平面幾何学の中で特に平行について言及されるときに大きな役割を果たす。横断線と直線の成す角は内角（consecutive interior angles）、同位角（corresponding angles）、外角（consecutive exterior angles）、錯角（alternate angles）がある。エウクレイデス（ユークリッド）の平行線公準に知られるように、2直線が平行ならば、横断線に対する2直線の同位角と錯角が等しい。
| |                                                                                 |                                                                             |
| 横断線に関する8つの角度 内角と同位角、または外角と錯角の関係にある {\displaystyle \alpha ,\gamma }は対頂角で常に大きさが等しい。 | 平行でない2線と横断線。 内角{\displaystyle \alpha ,\delta }は補角の関係にない。 | 平行な2線と横断線。 内角{\displaystyle \alpha ,\delta }が補角の関係にある。 |

## 横断線の成す角
2つの直線と横断線は8つの角を作る。
- 図の様に一方の直線と横断線が成す4つの角を{\displaystyle \alpha ,\beta ,\gamma ,\delta }、もう一方の直線と横断線の成す4つの角を{\displaystyle \alpha _{1},\beta _{1},\gamma _{1},\delta _{1}}とする。
- 2直線の内側にある4つの角{\displaystyle \alpha ,\beta ,\gamma _{1},\delta _{1}}は直線の内部にある（Interior）。2直線の外側にある4つの角{\displaystyle \alpha _{1},\beta _{1},\gamma ,\delta }は直線の外部にある（exterior）。

横断線と2つの平行な直線が直交する場合、この8つの角はすべて直角になり、横断線をこの平行線のperpendicular transversalという。  
平行な2線と横断線が成す角のうち、2つの内角と外角は合同な補角となり、同位角と錯角は等しくなる。

### 錯角

平行な2直線に対する錯角は等しい。

ある直線に対して、錯角は4組できる。錯角は次の様に定義される。
- 頂点が異なる。
- 横断線に対して反対側にある。
- どちらも内部にあるか、どちらも外部にある。

どれか1組の錯角でも角の大きさが等しければ、そのほかの組の角の大きさも等しい。
原論の命題1.27には、絶対幾何学において、錯角が等しければ二直線は平行である、という定理が証明されている。
ユークリッドの平行線公準から、2直線が平行ならば、それらの横断線に対する錯角は等しい（命題 1.29）。

### 同位角

平行な2直線に対する同位角は等しい。

錯角と同様に、同位角も4組できる。同位角は次のように定義される。
- 頂点が異なる。
- 横断線に対して同じ側にある。
- 一方が外側にあって、もう一方が内側にある。

2直線が平行であることと、同位角が等しいことは同値である。
原論の命題1.28には、絶対幾何学において、同位角が等しければ二直線は平行である、という定理が証明されている。
ユークリッドの平行線公準から、2直線が平行ならば、それらの横断線に対する同位角は等しい（命題 1.29）。
どれか1組の同位角でも角の大きさが等しければ、そのほかの組の同位角の大きさも等しい。

### 内角

平行な2直線の内角の和は180°。

ある二つの直線に対して内角は2組できる。内角は次のように定義される。
- 頂点が異なる。
- 横断線に対して同じ側にある。
- 双方が内部にある。

原論の命題1.28には、絶対幾何学において、内角が補角であれば、二直線は平行である、という定理が証明されている。
ユークリッドの平行線公準から、2直線が平行ならば、それらの横断線に対する内角は補角である（命題 1.29）。

## 横断線の他の特徴づけ
一般の位置にある3つの直線と交わる横断線について、メネラウスの定理が成り立つ。

## 関連する定理
ユークリッドの平行線公準は横断線の観点から言及することができる。横断線と2直線が成す内角が直角より小さければ、その2直線は交わる。実際、エウクレイデスはギリシャ語で横断線と同義の語を用いた。
ユークリッド原論の命題27では2直線と横断線が、錯角が合同になるように交わるとき、その2直線は平行であると述べている。エウクレイデスはこの定理を以下の様に背理法を用いて証明した。2つの直線が平行でないならば、2つの直線と横断線によって三角形ができる。 この時1つの錯角は、三角形の反対側の内角である他の角と等しいもう一方の外角である。 これは命題16「三角形のの外角は反対の内角より大きい」に矛盾する。
命題28はこの定理を2通りの方法で拡張している。一つ目は横断線に対する同位角が等しい2直線は平行であるというもの、二つ目は、横断線に対する内角が補角の関係にある2直線は平行であるというものである。これらは対頂角は等しい（命題15）と、直線上のある角の、外部の角は補角となる（命題13）より従う。プロクロスによれば、平行の定義では6つの公理のうち3つのみを使っている。
命題29は、命題27,28の逆を証明している。つまり、平行な2直線と横断線が交わるとき、その同位角が等しく、平行でない二直線と交わるときは等しくない。これは、命題28が命題27に従うように同様に示される。 
ユークリッドの証明は5つの公準が必要であったが、5つ目の公準は現在プレイフェアの公理を代用する場合が多い。命題29をプレイフェアの公理を用いて証明するには、平行な2直線とそうでない直線、そして横断線を使う。 

## 高次元
高次元空間においても、2直線と異なる点で交わるような直線を横断線という。ただし、2次元とは違い、横断線が常に存在するとは限らない。
3次元空間において、レグルスRまたは二次線聚とは、ねじれの位置にある3つの直線と交わる直線の軌跡（集合）である。この直線は3つの直線に対する横断線となる。二次線聚が作る平面、二次線織面上の直線はすべてねじれの位置にある。二次線聚Rの要素に対する横断線の二次線聚Roは「opposite regulus」と呼ばれる。